# Theodor von Dechen
Ernst Heinrich Theodor von Dechen (* 8. Oktober 1794 in Berlin; † 3. September 1860 in Köln) war ein preußischer Generalmajor und Festungsinspekteur für Köln, Wesel und Kolberg.

## Leben

### Herkunft
Theodor war ein Sohn des Geheimrats Theodor von Dechen (1768–1826) und dessen Ehefrau Elisabeth, geborene Martinet (1773–1859), Tochter des Berliner Uhrmachers Augustin Martinet (1742–1812). Sein Bruder Ernst Heinrich (1800–1889) war Professor für Bergbaukunde.

### Karriere
Dechen erhielt seine Ausbildung bis 1805 in einer Privatschule, dann am Gymnasium zum Grauen Kloster in Berlin. Er beabsichtigte Bergbaukunde zu studieren. Als 1813 der König zum Befreiungskrieg gegen Napoleon aufrief, verließ er als Primaner das Gymnasium und trat als freiwilliger Jäger in die Preußische Armee ein. Er machte als Sekondeleutnant den ganzen Feldzug mit und blieb bis 1816 mit den Besatzungstruppen in Frankreich.
Von 1816 bis 1819 besuchte er die Allgemeine Kriegsschule in Berlin und wurde anschließend als Ingenieurleutnant nach Kolberg versetzt. 1832 kam er als Hauptmann zur Garde-Pionier-Kompanie zurück nach Berlin. Er wurde 1837 Major und 1842 mit der Erweiterung der Festungen Königsberg und Lötzen betraut. 1850 nahm er als Ingenieur des Hauptquartiers am Schleswig-Holsteinischen Krieg teil. Nach dem Ende der Feindseligkeiten am 2. Juli 1850 kehrte er nach Berlin zurück, von wo er 1852 als Oberst und Festungsinspekteur für Köln, Wesel und Kolberg nach Köln versetzt wurde. Am 2. Mai 1857 nahm Dechen unter Verleihung des Charakters als Generalmajor mit Pension seinen Abschied.
Dechen war Inhaber des Roten Adlerordens II. Klasse mit den Schwertern am Ringe und Ritter des Militär-St.-Heinrichs-Ordens. Er war Freimaurer und von 1846 bis 1856 Mitglied der Loge Zum Todtenkopf und Phoenix in Königsberg.
Nach seinem Abschied leble er weiter in Köln, wo er am 3. September 1860 unvermählt im Alter von 65 Jahren starb. Seine Grabstätte befindet sich auf dem Kölner Melaten-Friedhof.